# Japania
Japania is een geslacht van vliesvleugeligen uit de familie van de Trichogrammatidae. De wetenschappelijke naam van dit geslacht is voor het eerst geldig gepubliceerd in 1911 door Alexandre Arsène Girault.

## Soorten
Het geslacht Japania omvat de volgende soorten:
- Japania argentipes (Girault, 1913)
- Japania argentitibiae (Girault, 1915)
- Japania ipswichia (Girault, 1922)
- Japania ovi Girault, 1911
- Japania ruskini Girault, 1929
- Japania trachyphloia Lin, 1994
- Japania tristis Girault, 1912